# 名古屋市立高針小学校
名古屋市立高針小学校（なごやしりつ たかばりしょうがっこう）は、名古屋市名東区高針二丁目の公立小学校。

## 歴史

### 沿革
- 1873年（明治6年）10月30日 - 東勝寺太鼓堂において、啓迪（けいてき）学校として設立される[WEB 1]。愛知郡高針村・一社村・上社村の児童を収容[WEB 1]。
- 1877年（明治10年） - 第2大学区第2中学区第6番高針学校となる[WEB 1]。
- 1879年（明治12年） - 第51番小学校高針学校となる[WEB 1]。
- 1886年（明治19年） - 尋常小学高針学校となる[WEB 1]。
- 1888年（明治21年） - 一社学校となる[WEB 1]。
- 1891年（明治24年） - 高社村立高針尋常小学校となる[WEB 1]。
- 1912年（明治45年） - 高針尋常小学校は猪高村立猪高尋常小学校に統合され、廃校[WEB 1]。
- 1918年（大正7年） - 猪高村立猪高尋常小学校に南部分教場が設置される[WEB 1]。
- 1941年（昭和16年） - 猪高村立猪高国民学校南部分教場となる[WEB 1]。
- 1947年（昭和22年） - 猪高村立猪高小学校南部分教場となる[WEB 1]。
- 1955年（昭和30年） - 名古屋市立猪高小学校南部分校となる[WEB 1]。
- 1962年（昭和37年）4月1日 - 名古屋市立高針小学校として分離独立[1]。
- 1979年（昭和54年）4月1日 - 北分校が独立し、名古屋市立貴船小学校となる[WEB 1]。
- 1980年（昭和55年）4月1日 - 東分校が独立し、名古屋市立極楽小学校となる[WEB 1]。
- 1982年（昭和57年）
  - 4月1日 - 南分校が独立し、名古屋市立前山小学校となる[WEB 1]。
  - 12月10日 - 国際交流室が設置される[WEB 1]。
- 1985年（昭和60年）5月1日 - 国際学級が設置される[WEB 1]。

### 児童数の変遷
『愛知県小中学校誌』（1998年）によると、児童数の変遷は以下の通りである。
| 1962年（昭和37年） | 291人   |  |
| 1967年（昭和42年） | 384人   |  |
| 1977年（昭和52年） | 1,075人 |  |
| 1987年（昭和62年） | 560人   |  |
| 1997年（平成9年）  | 462人   |  |

## 通学区域
所管する名古屋市教育委員会は、2020年（令和2年）9月1日現在、名東区のうち、極楽五丁目・新宿一丁目・高針一丁目・高針二丁目・高針三丁目・高針四丁目・高針五丁目・野間町・松井町の全域および神里一丁目の各一部を通学区域として指定している。
また、卒業後の進学先は名古屋市立高針台中学校となっている。

## 著名な卒業生
- 浅田舞（元フィギュアスケート選手・スポーツキャスター・タレント）
- 浅田真央（フィギュアスケート選手）[WEB 4]

### WEB
1. 1 2 3 4 5 6 7 8 9 10 11 12 13 14 15 16 17  “沿革史”.   名古屋市立高針小学校. 2020年10月10日閲覧。
2. ↑  名古屋市教育委員会事務局総務部教育環境計画室計画係 (2019年9月1日). “名古屋市立小・中学校の通学区域一覧（名東区）” (PDF).   名古屋市. 2020年10月10日閲覧。
3. ↑  名古屋市教育委員会事務局総務部教育環境計画室計画係 (2018年4月1日). “名古屋市立中学校区一覧（小→中）” (PDF).   名古屋市. 2020年10月10日閲覧。
4. ↑  よいとこアンケート2014結果発表(名古屋市立高針小学校公式ページ)2024年12月5日閲覧

### 書籍
1. 1 2 3 4  六三制教育五十周年記念愛知県小中学校誌編集委員会 1998, p. 391.